# Robert Hayden
Robert Hayden, pseudonimo di Asa Bundy Sheffey (Detroit, 4 agosto 1913 – Ann Arbor, 25 febbraio 1980), è stato un poeta e saggista statunitense.
La sua poesia più famosa e pubblicata nelle antologie è Those Winter Sundays, che tratta il ricordo dell'amore paterno e la solitudine. Altre sue poesie celebri sono The Whipping (su un ragazzino severamente punito), Middle Passage, Runagate, Runagate e Frederick Douglass.

## Biografia
Robert Hayden crebbe a Detroit, nel Michigan. Nato da genitori separatisi prima che lui venisse al mondo, Hayden venne dato in affidamento a una famiglia di vicini, Sue Ellen Westerfield e William Hayden, e crebbe in un ghetto di Detroit soprannominato Paradise Valley. Testimone di continue liti e spesso picchiato a sua volta, Hayden visse in una casa dove vigeva uno stato di "tensione cronica", i cui effetti si sarebbero fatti sentire sul poeta per tutta la vita. I suoi traumi infantili lo portarono a debilitanti attacchi di depressione che lui chiamava "le mie buie notti dell'anima".
A causa della sua miopia e della bassa statura, era spesso bullizzato dal gruppo dei suoi coetanei. Di conseguenza, per sfuggire sia ai membri della famiglia, sia agli altri ragazzini, Hayden passava il suo tempo a leggere. Frequentò il Detroit City College (Wayne State University) e partì nel 1936 per lavorare al Federal Writers' Project, dove fece ricerche su storia e cultura popolare dei neri d'America.
Dopo aver lasciato il lavoro al Federal Writers' Project nel 1938 e pubblicato il suo primo libro, Heart-Shape in the Dust (1940), Hayden si iscrisse al'Università del Michigan nel 1941 e lì vinse un Hopwood Award.
Mentre inseguiva la laurea, Hayden studiò con Wystan Hugh Auden, che indirizzò il suo interesse sui problemi della forma poetica, della tecnica e della disciplina artistica. La sua influenza si nota nei versi di Hayden. Dopo aver finito l'università ed essersi laureato nel 1942 ed aver insegnato alcuni anni in Michigan, Hayden andò alla Fisk University nel 1946, dove rimase per ventitré anni.
Hayden fu eletto alla American Academy of Poets nel 1975. Dal 1976 al 1978 fu consulente in poesia alla Biblioteca del Congresso.
Morì ad Ann Arbor, Michigan, nel 1980, a 66 anni.

## Vita privata
Era stato cresciuto come battista, ma si convertì al Bahá'í all'inizio degli anni quaranta, dopo aver sposato Erma Inez Morris nel 1940. È uno dei più conosciuti poeti Bahá'í, e la religione ha influenzato molto il suo lavoro.

## Influenze
È stato influenzato da Elinor Wylie, Countee Cullen, Paul Laurence Dunbar, Hughes, Arna Bontemps, John Keats, Wystan Hugh Auden e William Butler Yeats. Le sue opere si riferiscono spesso alla situazione critica degli afroamericani, di solito usando il quartiere della Paradise Valley come scenario, come fa in Heart-Shape in the Dust. Nei suoi scritti si ritrova anche l'uso dei dialetto parlato dalle persone di colore e di espressioni usate dal popolo. Hayden scrisse anche poesie politiche, tra cui un ciclo sulla Guerra del Vietnam.

## Opere
- (EN) Selected Poems, New York, October House, 1966.
- (EN) Words in the Mourning Time. Poems, Londra, October House, 1970.
- (EN) Angle of Ascent. New and Selected Poems, New York, Liveright, 1975.
- (EN) American Journal. Poems, New York, Liveright, 1982.
- (EN) Frederick Glaysher (a cura di), Collected Prose, Ann Arbor, Michigan, University of Michigan, 1984.
- (EN) Frederick Glaysher (a cura di), Collected Poems, New York, Liveright, 1985.